# Cornelis Cort
Pour les articles homonymes, voir Cort (homonymie).
Cornelis Cort dit aussi Cornelio Fiammingo (v.1533 - 17 mars 1578) est un peintre, un dessinateur et un graveur hollandais de la Renaissance qui passa les douze dernières années de sa vie en Italie, notamment à Rome où il ouvrit une école.

## Biographie
Né dans le nord de la Hollande, Cornelis Cort est l'élève de Dirck Volkertszoon Coornhert durant les années 1550 à Haarlem et ses premières gravures sont imprimées en 1553 à Anvers sous la direction de Jérôme Cock qui est également l'un des maîtres de Cort.  
Il est peut-être l'auteur des Petits Paysages, un corpus de dessins de plusieurs villages tranquilles, de fermes et cottages, de paysages champêtres, d'animaux manifestement dessiné sur le vif et situé dans la région d'Anvers, attribués au maître anonyme appelé « Maître des Petits Paysages ».
En 1565, Cort s'installe à Venise dans l'atelier du Titien, puis après un bref retour aux Pays-Bas, il revient en Italie, d'abord à Bologne puis à Rome où il produit un grand nombre de gravures.
Entre 1569 et 1571, il semble être à Florence au service des Médicis puis retourne à Rome où il finit ses jours.
Ses gravures d'après les grands peintres de son temps contribuent à faire connaître les œuvres de Raphaël, Titien, Polidoro da Caravaggio, Barocci, Giulio Clovio, Muziano et Zuccari.
Il a fondé une école à Rome où se forment de nombreux élèves dont Francesco Villamena et Cherubino Alberti.

## Œuvre
Concernant sa technique de gravure, la ligne simple y est modifiée par une taille spéciale au burin dite technique de la « ligne de gonflement », qui provoque un effet de lumière et d'ombre dans les traits parallèles : il ouvre ainsi une autre manière d'expression. Cette technique lui est attribuée ainsi que celle des gravures grand format.
Près de 150 gravures de Cornelis Cort sont répertoriées à ce jour.
- Le cycle des vicissitudes humaines, (1564), 9 gravures d'après Maarten van Heemskerck[5]
- Rhétorique, d'après Frans Floris (1565), éditée par Jérôme Cock[6]
- Saint-Jérôme dans le désert, d'après Titien[7]
- Lucrèce et Tarquin, d'après Titien (1571)[8]
- Roger sauvant Angélique, (?) d’après Titien (1565)[9]
- Arithmetica, et Geometria, (1565, Anvers) de la série les «Sept arts vivants»[10]
- Faune portant le jeune Bacchus sur ses épaules, Eau-forte (tirage 1602)[11]
- Les travaux d'Hercule, d'après Frans Floris (1563)[12]
- La bataille de Zama entre Scipion et Hannibal, d'après Raphaël (1567)[13]
- Tombeau de Julien de Médicis, (1570)[14]
- Le martyre de Saint-Laurent, d'après Titien (1571)[4]
- L'Histoire de Noé, d'après Maarten van Heemskerck, six planches éditées en 1559 par Jérôme Cock, à Anvers[15]
- Les Sept Vertus, série attribuée à Cornelis Cort, éditée par Jérôme Cock, à Anvers en 1560[16].

Quelques gravures de Cornelis Cort
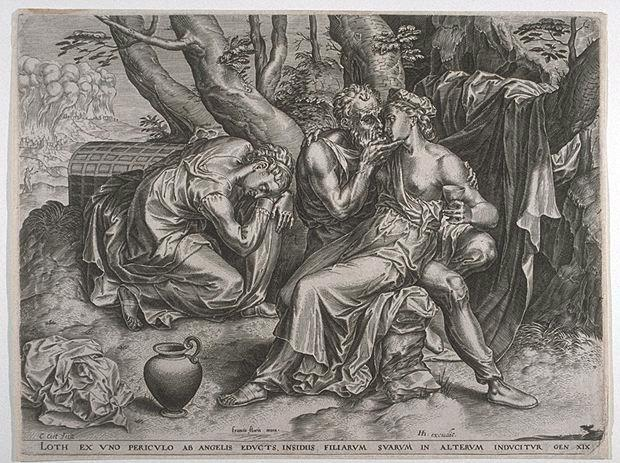
Loth et ses filles
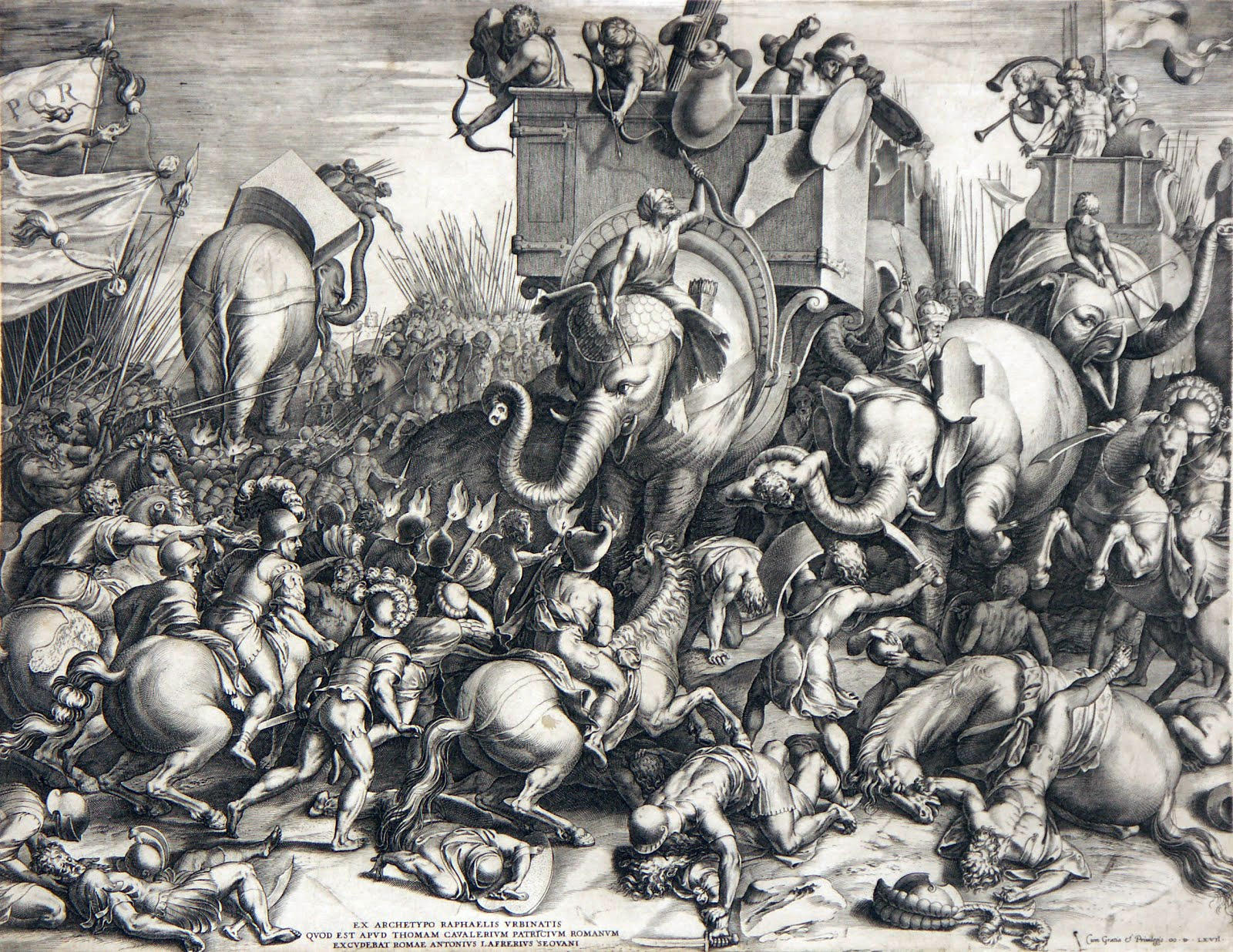
La bataille de Zama (1567)
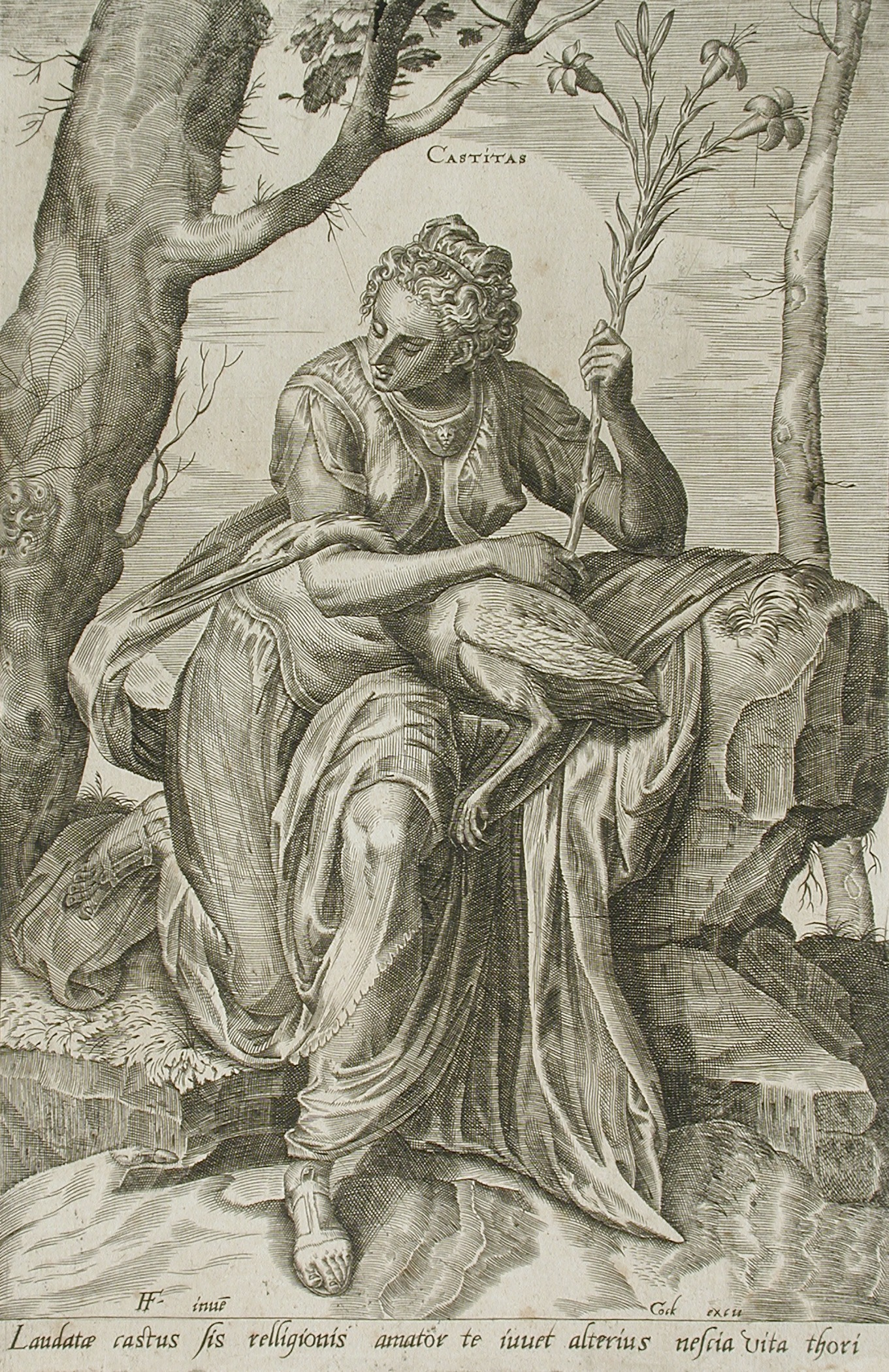
Chasteté (1560)
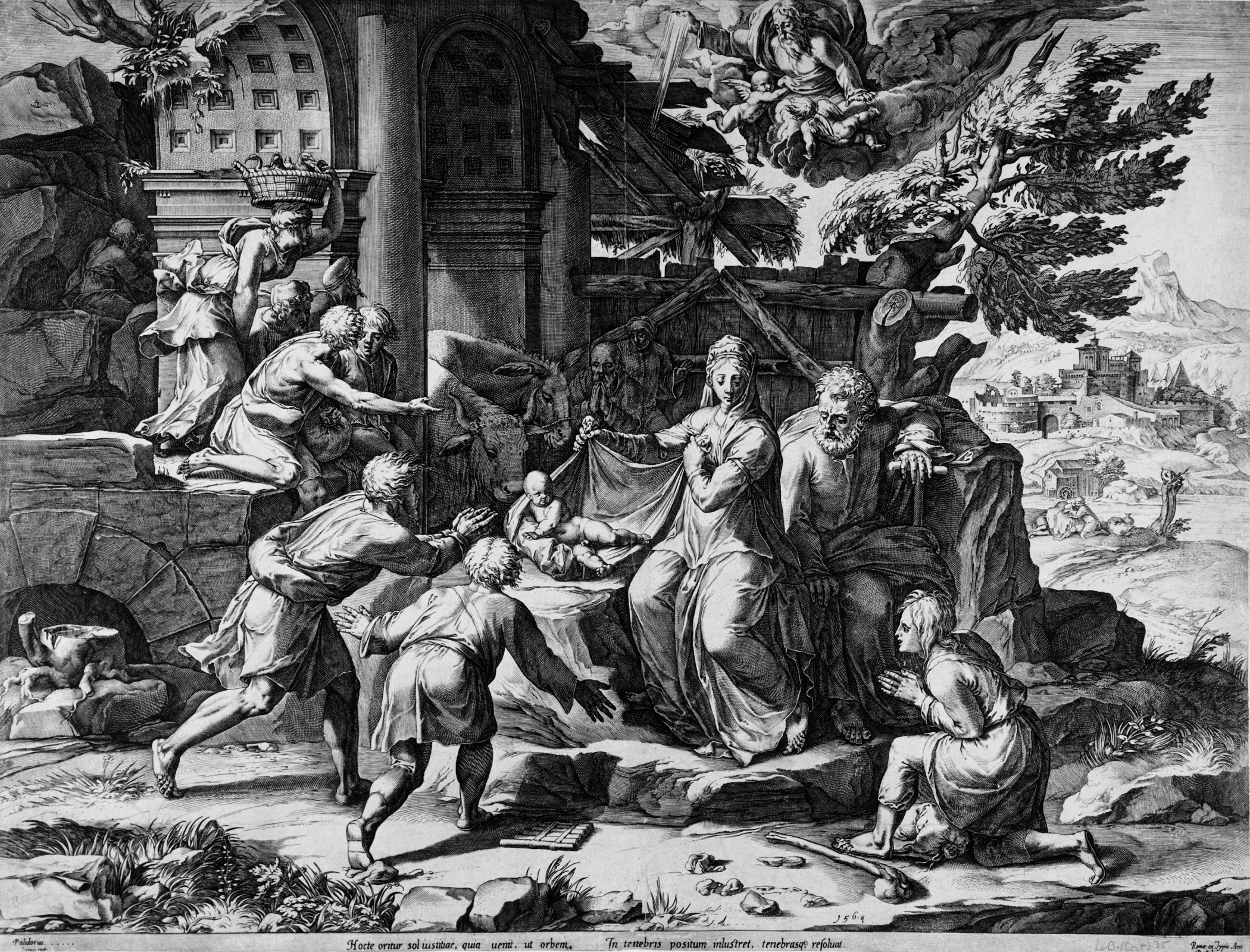
L'Adoration des bergers (1569)
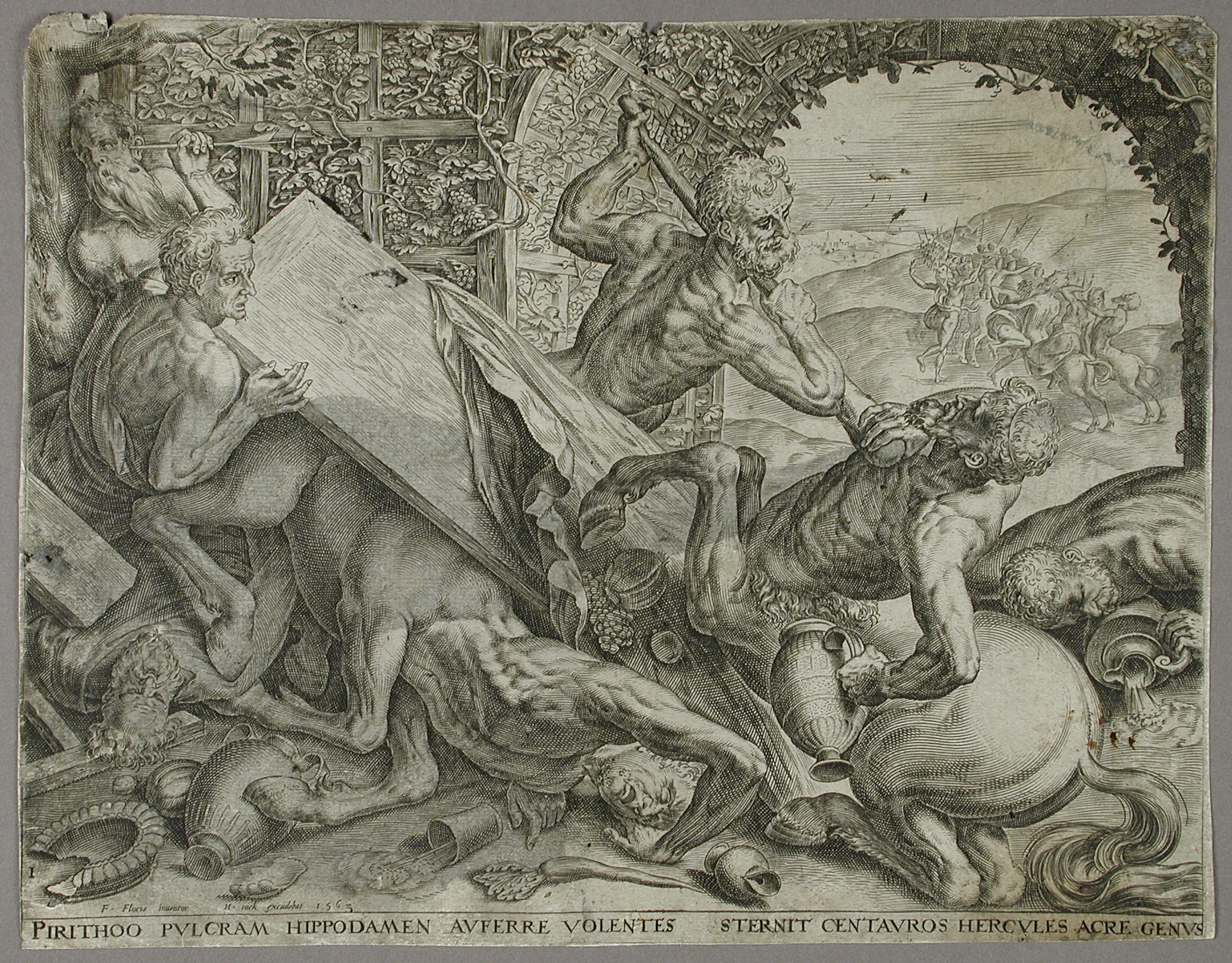
Hercule et les centaures (1563)